# Обе Юмі
Yumi Obe (яп. 大部 由美, Ōbe Yumi, born February 15, 1975) — колишній японський футболіст і менеджер. Вона грала за збірну Японії.

## Клубна кар'єра
Обе народилася в Сакаімінато 15 лютого 1975 року. Вона приєдналася до Nikko Securities Dream Ladies в 1991 році. В 1991 році була обрана премією Young Player Awards, а Best Eleven — 4 роки поспіль (1995—1998). Клуб також вигравав чемпіонат Л.Ліги протягом 3 років поспіль (1996—1998). Проте клуб був розформований у 1998 році через фінансове напруження. В 1999 році вона переїхала в ФК Winds. Але клуб був розформований наприкінці сезону. Вона переїхала в YKK Tohoku Ladies SC Flappers (пізніше TEPCO Mareeze). Наприкінці сезону 2006 року вона пішла на пенсію.

## Кар'єра збірної
21 серпня 1991 року, коли Обе було 16 років, вона дебютувала за збірну Японії проти Китаю. Вона була членом Японії на 1991 , 1995, 2003 Кубок світу , 1996 і 2004 Літніх Олімпійських іграх. Вона грала в 1993, 1995, 1997, 1999, 2001, 2003 Чемпіонаті АФК, 1998 і 2002 Азійських іграх. Вона зіграла 85 ігор і забила 6 голів у Японії до 2004 року. Вона також була капітаном.

## Тренерська кар'єра
На TEPCO Mareeze, коли Обе була гравцем, менеджером клубу Такахіро Кімура наприкінці сезону Л. Ліги в листопаді. У грудні 2006 року вона була ігровим менеджером Empress's Cup.

## Статистика національної команди
| Збірна Японії | Збірна Японії | Збірна Японії |
| Рік           | Програми      | Цілі          |
| ------------- | ------------- | ------------- |
| 1991          | 1             | 0             |
| 1992          | 0             | 0             |
| 1993          | 2             | 0             |
| 1994          | 0             | 0             |
| 1995          | 10            | 1             |
| 1996          | 10            | 1             |
| 1997          | 4             | 0             |
| 1998          | 5             | 0             |
| 1999          | 6             | 2             |
| 2000          | 6             | 1             |
| 2001          | 12            | 1             |
| 2002          | 10            | 0             |
| 2003          | 15            | 0             |
| 2004          | 4             | 0             |
| Усього        | 85            | 6             |